# Bulbophyllum gramineum
Bulbophyllum gramineum là một loài phong lan thuộc chi Bulbophyllum.